# Kościół Świętej Trójcy w Koszęcinie

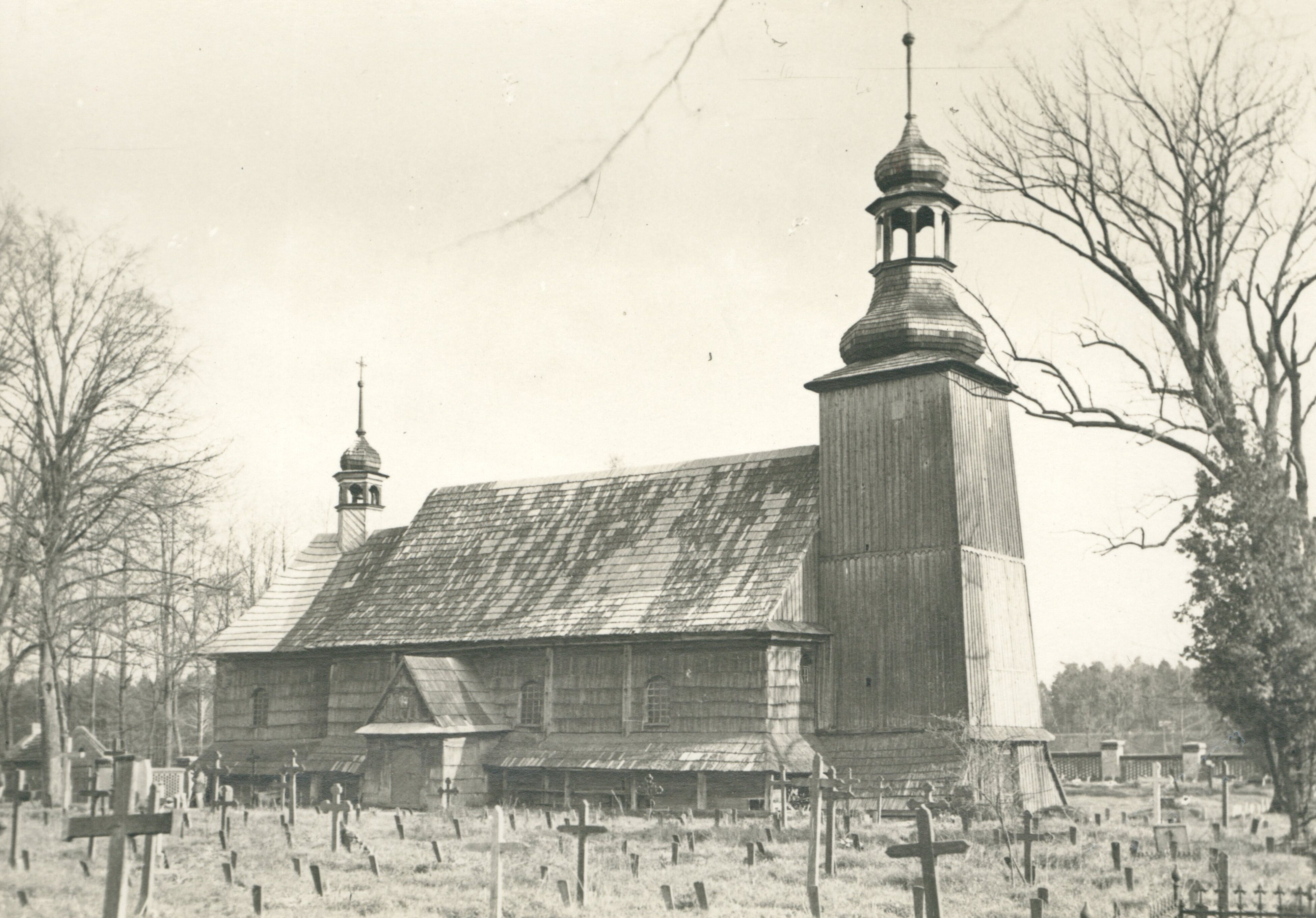
Widok kościoła około 1932

Kościół odpustowy pw. Świętej Trójcy w Koszęcinie w diecezji gliwickiej – zbudowany w 1724 r., na miejscu poprzedniej świątyni z XVI w. Leży na Szlaku Architektury Drewnianej województwa śląskiego.

## Legendy o powstaniu
Miejsce budowy dawnego kościoła zostało – jak przekazują stare zapisy kronikarskie – objawione córce miejscowego młynarza Wiktorii. Ksiądz Jeziorski, proboszcz Sadowa, tak opisuje w 1721 roku historię kościoła na podstawie starych kronik: ...Dla ludzi tam mieszkających jest to miejsce cudownego objawienia. Białogłowa Wiktoria modląc się tam, oglądała koło dębu, gdzie dziś jest ołtarz główny, troje dzieci, które objawiały się wiele razy. W czasie Wielkanocnym lud tam zgromadzony słyszał bicie dzwonów i widział z dala nadchodzące procesje z chorągwiami i śpiewami.... Wiązane jest to z legendarną księżniczką Przesławą – panującą wraz z ojcem księciem Gosławem na Koszęcinie w czasach pogańskich. Według tej legendy Przesława miała zostać ochrzczona przez misjonarzy z Czech w początkach wprowadzania chrześcijaństwa na ziemię śląską.
Inna opowieść ludowa mówi, że w pobliżu miejsca na którym wybudowano kościół Świętej Trójcy odkryto wcześniej źródło z uzdrowicielską wodą. Juliusz Ligoń wspomina o tym w jednej ze strof swego wiersza: W kapliczce jest studzienka, w niej wodziczka święta, uzdrawiająca ludzi, także i bydlęta.
Najstarsze zapisy o kościele Świętej Trójcy wspominają o źródle, zaś wielowiekowa tradycja nakazywała pątnikom myć się w tej wodzie i zabierać ją w różnych naczyniach do domów. Woda miała szczególnie pomagać przy schorzeniach oczu i skóry. Źródło – według starych opowieści – znajdowało się w miejscu blisko dębu, gdzie Wiktoria spotykała trójkę dzieci, uosabiających Trójcę Świętą, proszących o wybudowanie w miejscu objawień kościółka. Źródło ujęto w obramowaną drewnianą studnię i postawiono nad nim małą – także drewnianą – kapliczkę z figurą św. Jana Chrzciciela. O tej kapliczce wspomina również Juliusz Ligoń słowami: A tuż w płocie od drogi jest kapliczka mała. Na przestrzeni XX wieku – z różnych względów – dawna kapliczka pełniła inne funkcje, a źródlaną wodę odprowadzono na zewnątrz obiektu. Obecnie – już za proboszczowania ks. Jana Matli – kapliczce przywrócono dawną funkcję.
Objawienia związane z tym miejscem i budową pierwszego kościółka uwiecznił na dużym – ośmioscenowym płótnie anonimowy malarz i poeta. Obraz nosi datę 1564 rok, zaś każde malowidło podpisane jest wierszowanymi zdaniami w języku staropolskim, ( Dolny i Górny Śląsk nie należał do Polski w tamtych czasach).
Ksiądz Jeziorski – proboszcz z Sadowa spisał w języku niemieckim „Historię od początku urządzenia pierwszego kościoła Najświętszej Trójcy stojącej na koszencińskich dobrach". Pierwotny kościółek zbudowany prawdopodobnie w 1568 roku – w miejscu wcześniejszego – uległ zniszczeniu w 1720 roku przez szalejącą nad Koszęcinem burzę. Wszystkie późniejsze informacje zawarte w protokołach kanonicznych i innych archiwaliach dotyczą już współczesnego kościoła. Jednak bardzo często wspominane są przez kronikarzy i odnotowane w zapisach protokołów kanonicznych, bogate tradycje związane z kultem Trójcy Świętej w Koszęcinie.

## Architektura

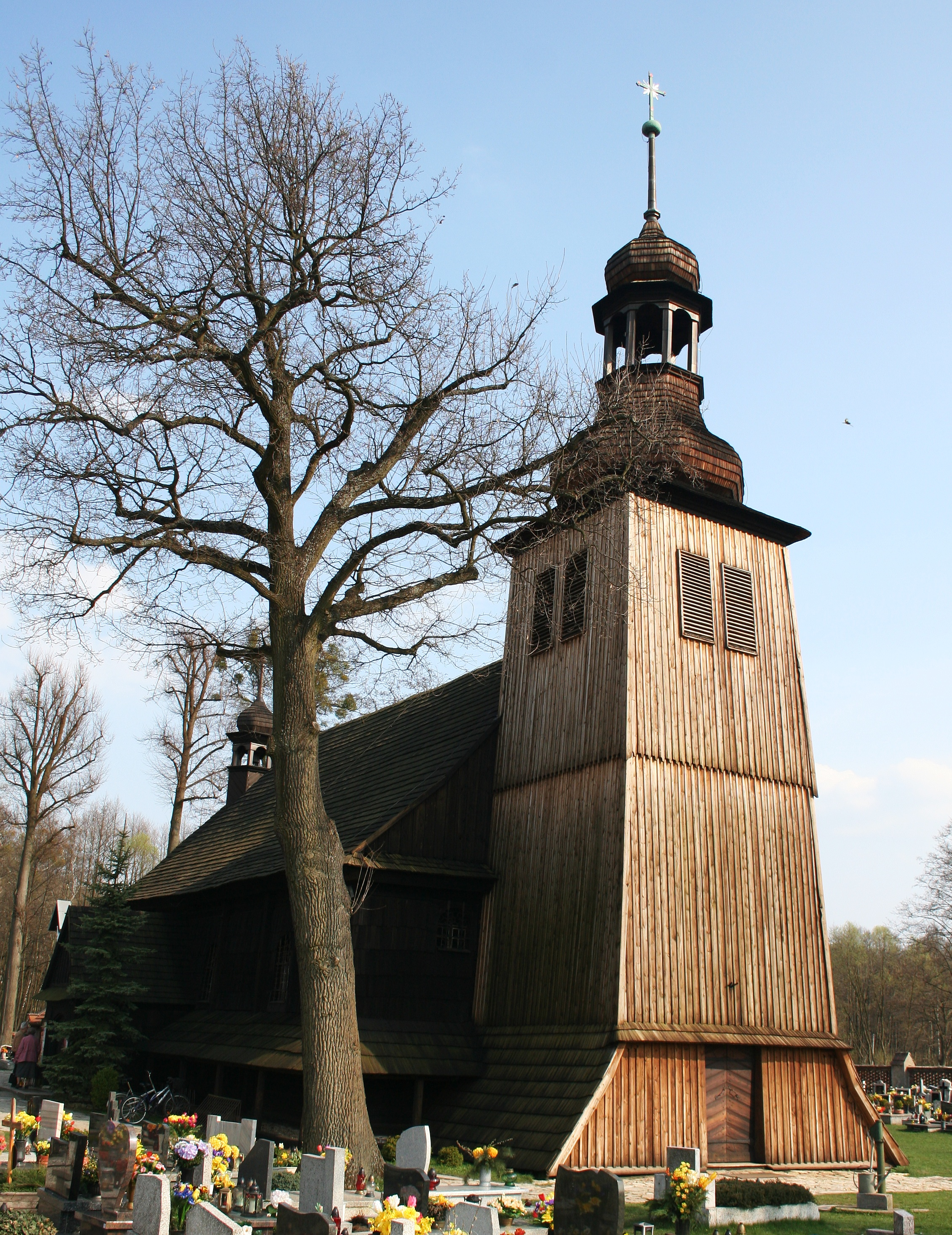
Widok od strony zachodniej

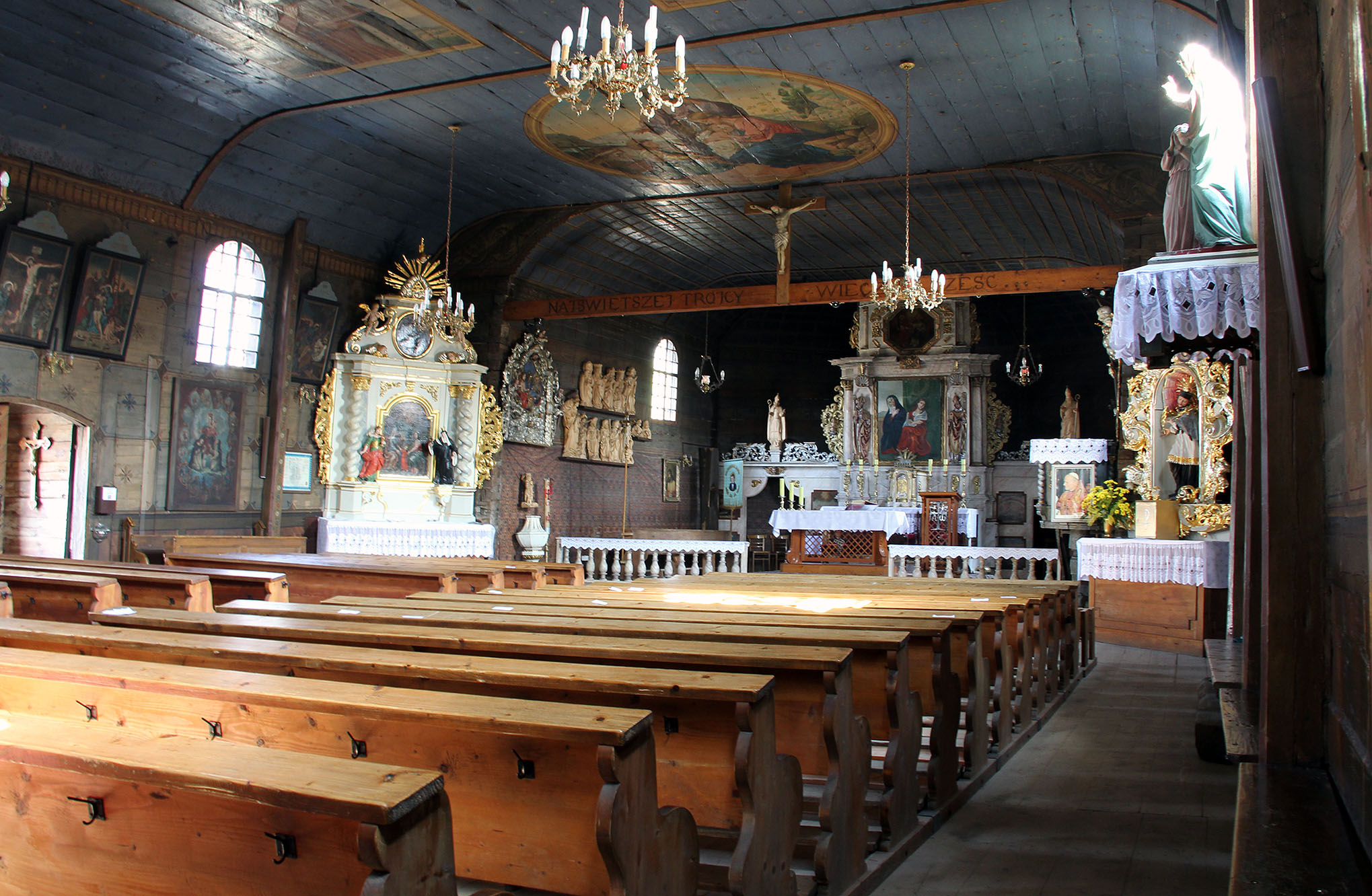
Wnętrze kościoła

Kościół z 1724 roku rozbudowano w kierunku zachodnim.
Aktualny wystrój kościoła pochodzi z I połowy XVIII wieku, kiedy to postawiono – zachowane do dziś ołtarze, przyozdabiając je starymi, pochodzącymi z wcześniejszego ołtarza tryptykowego figurami i obrazami. Świątynię remontowano wiele razy, poprawiając zarówno dachy jak i wnętrze.
Kościół Świętej Trójcy w Koszęcinie zbudowany jest z drewna, orientowany, konstrukcji zrębowej, na podmurowaniu z kamienia i cegły. Prezbiterium trójboczne, zakrystia o stropie belkowym, nad nią loża kolatorska otwarta do prezbiterium ze schodami na zewnątrz. Szersza nawa na rzucie wydłużonego prostokąta, przy niej od północy niewielka kwadratowa kruchta. Chór muzyczny wsparty na czterech ozdobnych słupach, na nim organy z 1886 roku. Wokół kościoła otwarte soboty pokryte dachem gontowym. Wszystkie dachy i zadaszenia również o pokryciu gontowym – nad nawą i prezbiterium dach siodłowy, nad przybudówką mieszczącą zakrystię znajduje się mała loża kolatorska, do której schody prowadzą od zewnętrznej, południowej strony kościoła. Nad przybudówką dach trójspadowy.
Dwie wieże: wyższa od zachodu – słupowa, o ścianach lekko pochyłych, szalowana deskami, niższa nad prezbiterium ośmioboczna przeznaczona na sygnaturkę. Drzwi wejściowe od zachodu w obramowaniu prostokątnym, drzwi boczne i drzwi do zakrystii zamknięte łukiem, klepkowe, zbite kutymi gwoździami.

### Ołtarz główny
Ołtarz główny – barokowy z I połowy XVIII wieku, z bramkami, obok których obrazy ze scenami alegorycznymi. W kościele znajdowało się kiedyś około 30 rzeźb z początku XVI wieku, z których ponad jedna trzecia została skradziona, a resztę zdeponowano w Muzeum Archidiecezjalnym w Katowicach. Istnieje hipoteza, że rzeźby te pochodziły z wcześniejszego ołtarza tryptykowego.
Pień legendarnego dębu znajduje się po lewej stronie ołtarza głównego. Wysoki na około 2 m, średnicy ok. 35 cm, z wyżłobioną niszą na kapliczkę. O tym pniu Juliusz Ligoń mówi: w kościółku tym, gdzie ołtarz wielki wystawiony, stał tam dąb wielki z dawna wyrośniony, który ścięty i w słupek pięknie wyrobiony z lewej strony ołtarza tego postawiony. Według podań pień ten pochodzi z legendarnego dębu, pod którym przed wiekami Wiktoria miała spotykać troje boskich dzieci. Kronikarskie zapisy mówią, że z drewna uciosano wielki krzyż, z którego do 1720 roku odcinano corocznie kilkucentymetrową warstwę, robiąc z tego tysiące miniaturowych krzyżyków, które sprzedawano, jako pewnego rodzaju relikwie na odpustach, a za zebrane ofiary remontowano i upiększano kościół. W 1721 roku proboszcz Jeziorski z Sadowa, zakazał na piśmie obcinania krzyża.

### Ołtarze boczne
Ołtarz boczny – lewy poświęcony św. Annie Samotrzeciej z dwiema kręconymi kolumnami, dekoracją snycerską i rzeźbami świętej Barbary i prawdopodobnie świętej Jadwigi. W górnej części ołtarza „Oko Opatrzności" z puttami.
Ołtarz boczny – prawy z figurą św. Jana Nepomucena cechuje bogata snycerka z motywów roślinnych. Po lewej stronie ołtarza głównego nad chrzcielnicą płaskorzeźba Trójcy Świętej w bogatym obramowaniu snycerskim z motywem bujnego akantu. Ambona drewniana z XVIII wieku, nad nią kompozycja Trójcy Świętej, składająca się z rzeźb Boga Ojca z posążkami dwóch aniołków, drewnianej Gołębicy i obrazu z wizerunkiem Dobrego Pasterza.
Gablota, zawieszona obok ołtarza bocznego św. Jana Nepomucena, kryje w sobie starą uzdę i cząstkę "pazura raka". Przedmioty te związane są legendarnie z budową pierwszego kościółka, na objawionym miejscu. Do końca XIX wieku wisiały one w kapliczce ze źródłem i z figurą św. Jana Chrzciciela, później – wraz z odnalezioną przez Juliusza Ligonia w 1851 roku wiekową kroniką kościoła – zawieszone były na "Krzyżu" – jak przed laty nazywano drewnianą, legendarną belkę stojącą obok lewej bramki ołtarza głównego. Uzdę podarował, według starych zapisów kronikarskich, budowniczy dawnego kościółka Wincenty Kluczyński, który woził drzewo na kościół według obietnicy – jak zapisano pod jedną ze scen obrazu "Objawienia". Duży pazur raka jest również związany z legendą o budowie kościoła Świętej Trójcy, która mówi, że ogromny rak przetaczał drewno wożone na wzgórze "Żydowina" – gdzie chciano kościółek budować – do doliny w miejsce objawień Świętej Trójcy, gdzie obecnie znajduje się kościółek Świętej Trójcy.

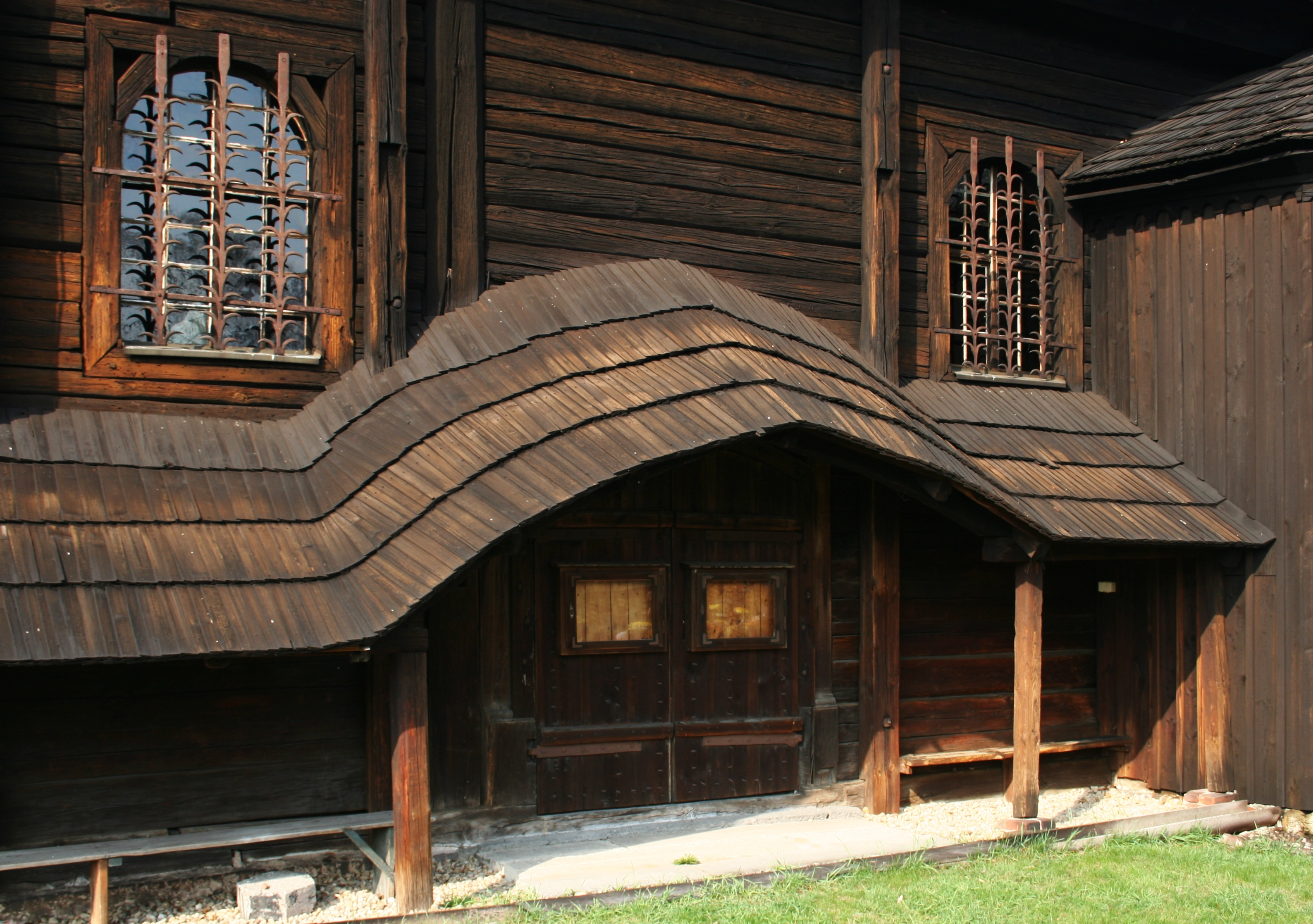
Soboty
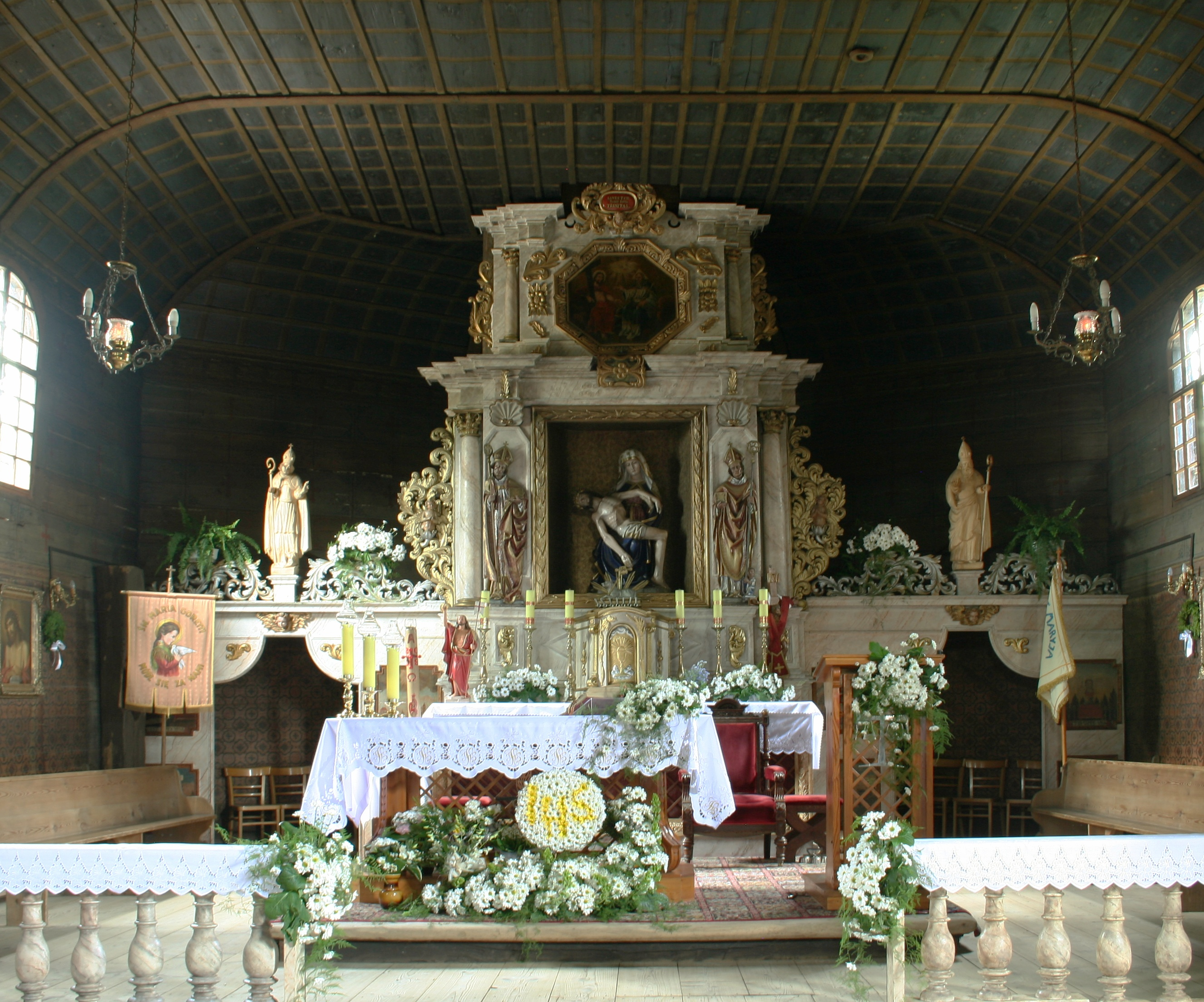
Ołtarz główny
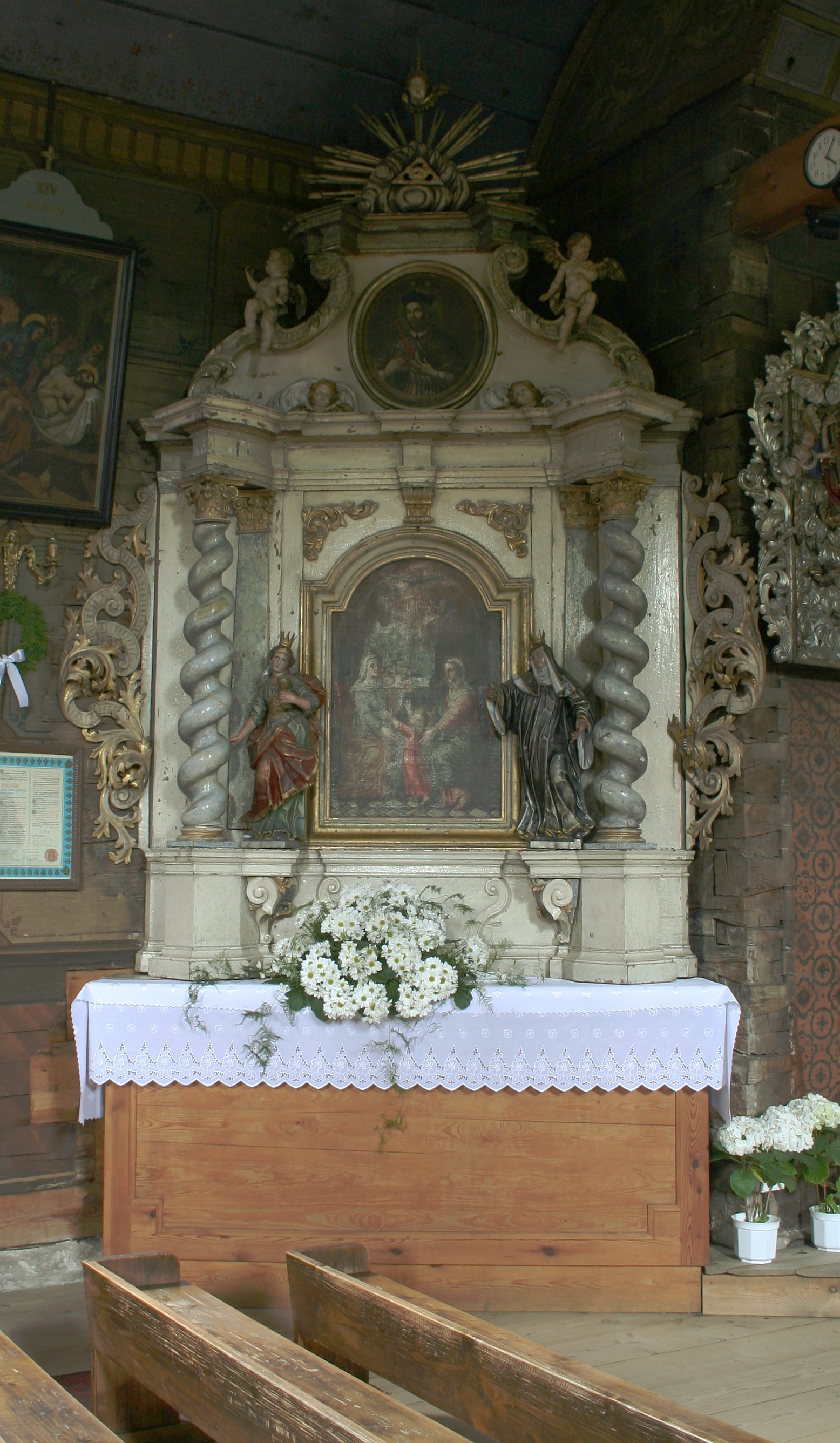
Ołtarz boczny lewy

## Obrazy

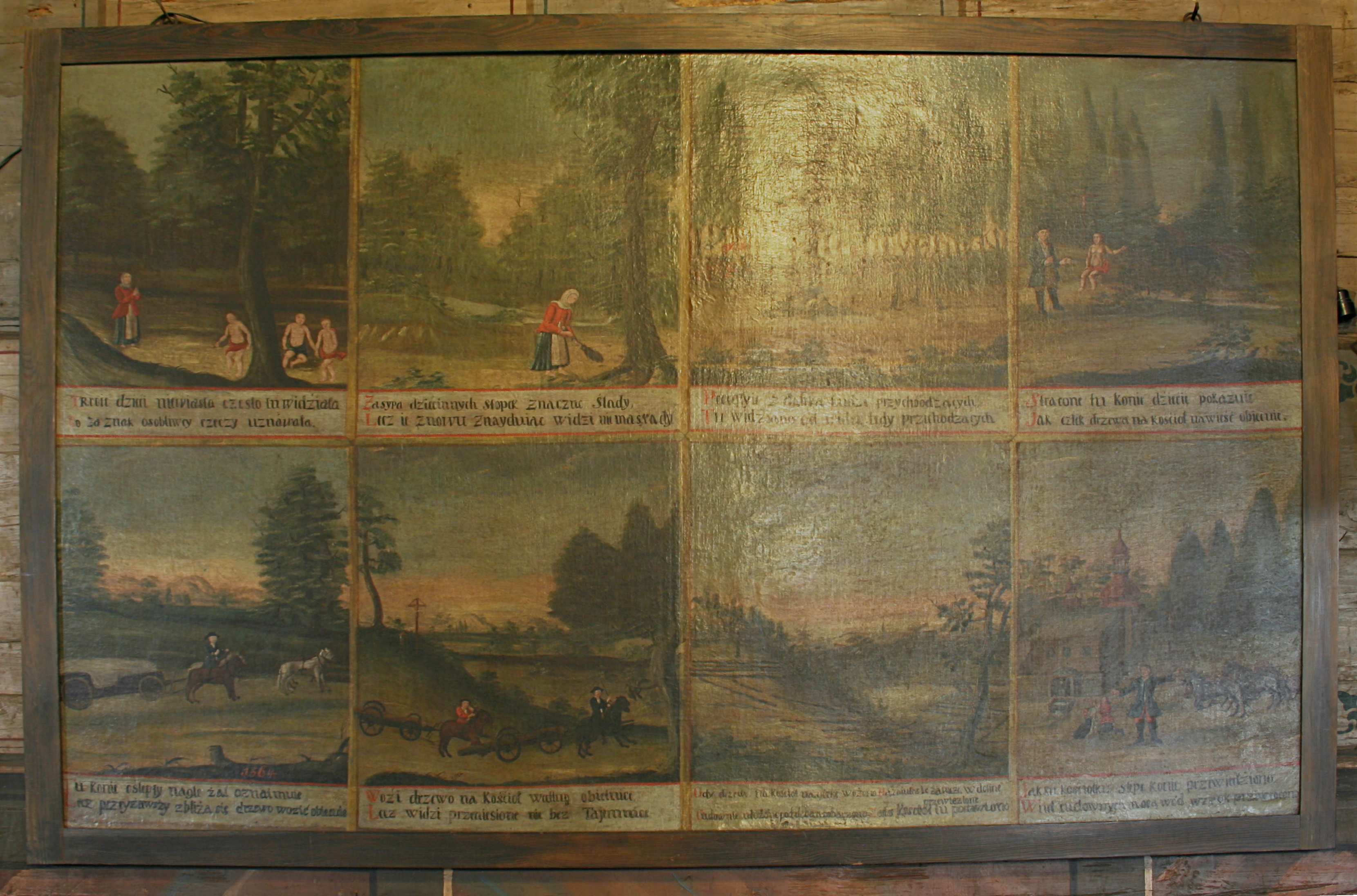
Obraz z XVIII wieku przedstawiający historię kościoła

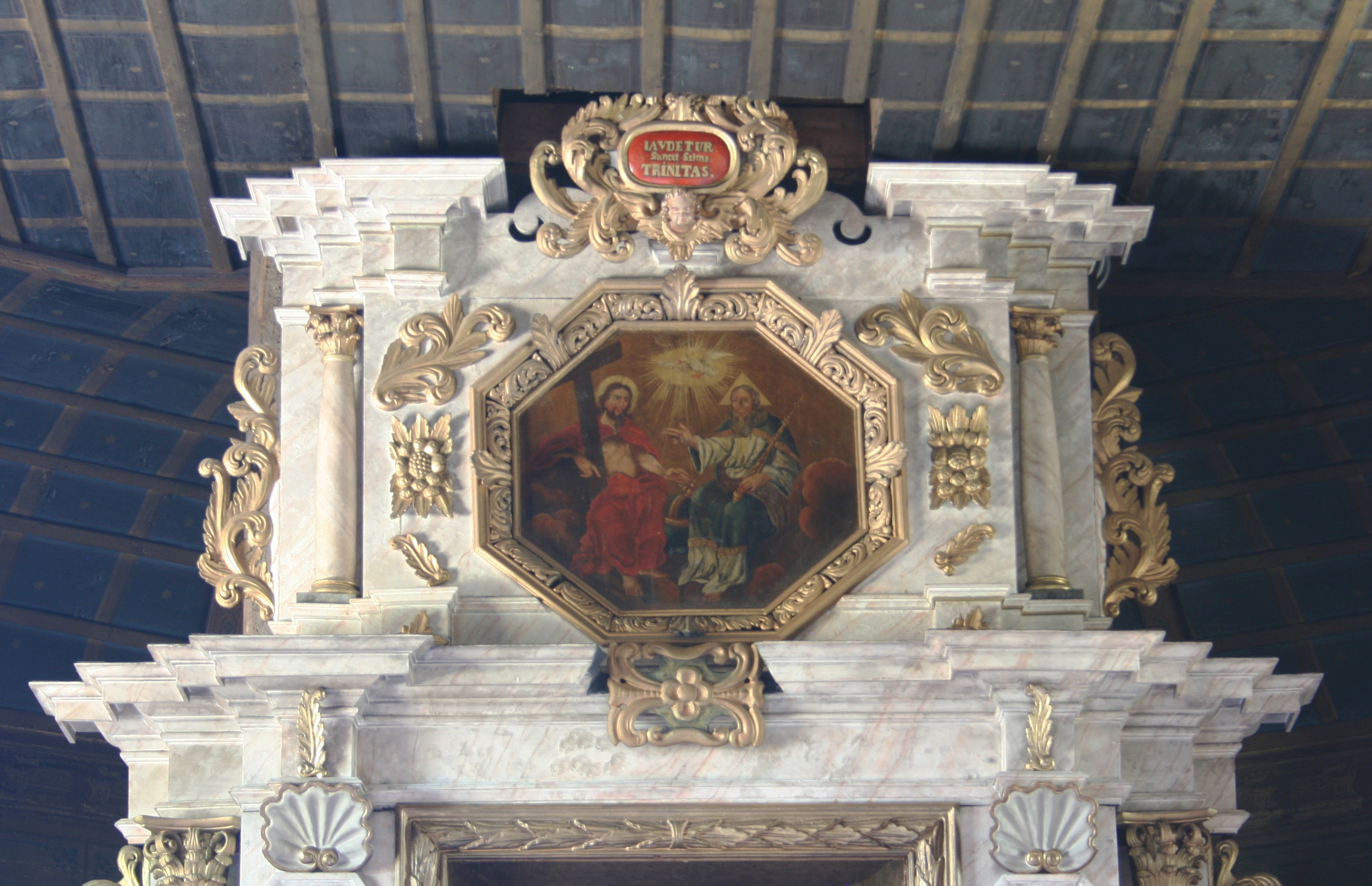
Obraz Trójcy Świętej w górnej części ołtarza

- "Legenda o kościółku Świętej Trójcy oraz cudów z nim związanych" anonimowego autora. Obraz podzielony jest na osiem kwater z datą 1568 r. powstały w XVIII w. Pod każdą sceną znajdują się wierszowane opisy w języku staropolskim: (1) Troje dzieci niewiasta często tu widziała, co za znak osobliwy rzeczy uznawała. (2) Zasypa dziecięcych stopek znaczna ślady, lecz je znowu znajduje, widzi nie ma rady. (3) Procesje ludzi z daleka przychodzących tu widziano od wielu tędy przychodzących. (4) Stracone tu konie dziecię pokazuje, jak człek drzewa na kościół nawieźć obiecuje. (5) Tu konie oślepły nagle żal oznajmuje, lecz przejrzawszy zbliża się drzewo wedle obietnice. (6) Wozi drzewo na kościół wedle obietnice. Lecz widzi przeniesione nie bez tajemnice. (7) gdy drzewo na kościół na górą wożone nazajutrz zawsze w dolinie cudownie ułożone pod dębem zobaczono, za to tu kościół postawiono. (8) Jak ku kościółku ślepe konie przywieziono wnet cudowną wód mocą wzrok im przywrócono".

- Obraz Matki Boskiej Różańcowej, zawieszony na ścianie obok lewego ołtarza bocznego ze św. Dominikiem i Różą Limańską oraz ze scenami przedstawiającymi Tajemnice Różańcowe. Prawdopodobnie namalowany i podarowany przez Ojców Dominikanów z Boronowa.

- Obraz ludowy przedstawiający Trójcę Świętą znajduje się w górnej części ołtarza głównego. Malowany na desce.

- Obraz św. Barbary zawieszony na ścianie, na prawo obok drzwi wejściowych – współczesny.

- Obraz św. Dominika z Dzieciątkiem zawieszony po lewej stronie chóru muzycznego – współczesny.

- Obraz – „Zwiastowanie” – ludowy.

- Obrazy olejne „Drogi Krzyżowej” zawieszone w nawie głównej kościoła – dar przeora zakonu Ojców Franciszkanów z Góry Świętej Anny.

- Malowidła – na planie krzyża – na deskowanym suficie nawy głównej przedstawiają: Świętą Rodzinę, Św. Franciszka z Asyżu, św. Jadwigę Śląską oraz Anioła z szarfą, na której napis: Gloria in excelsis Deo.

## Rzeźby
W kościele znajdują się (bądź znajdowały się) rzeźby gotyckie. Wiele z tych rzeźb skradziono przed laty i należy je uznać za bezpowrotnie stracone. Inne rzeźby zdeponowane zostały w Muzeum Archidiecezjalnym w Katowicach. Ozdabiały niegdyś ołtarz główny i ołtarze boczne, a ich pochodzenie nie jest do dziś dostatecznie znane. Największą, bo prawie naturalnych rozmiarów, jest Pietapóźnogotycka z XVI w. Drewniana rzeźba przedstawia Matkę Boską trzymającą zmarłego Chrystusa na kolanach. Inne rzeźby przedstawiają świętych: Cypriana, Walentego, Jana Chrzciciela, Jana Ewangelistę, Bartłomieja, Jakuba, Andrzeja, Elżbietę, Magdalenę, Dorotę, Marcina oraz popiersia św. Piotra i św. Pawła. W lewym ołtarzu bocznym znajdują się rzeźby św. Barbary i św. Jadwigi bądź św. Teresy.
W 2002 roku koszęciński rzeźbiarz Ryszard Korzekwa odtworzył wierne kopie straconych rzeźb, które można dziś oglądać w kościele.

## Organy

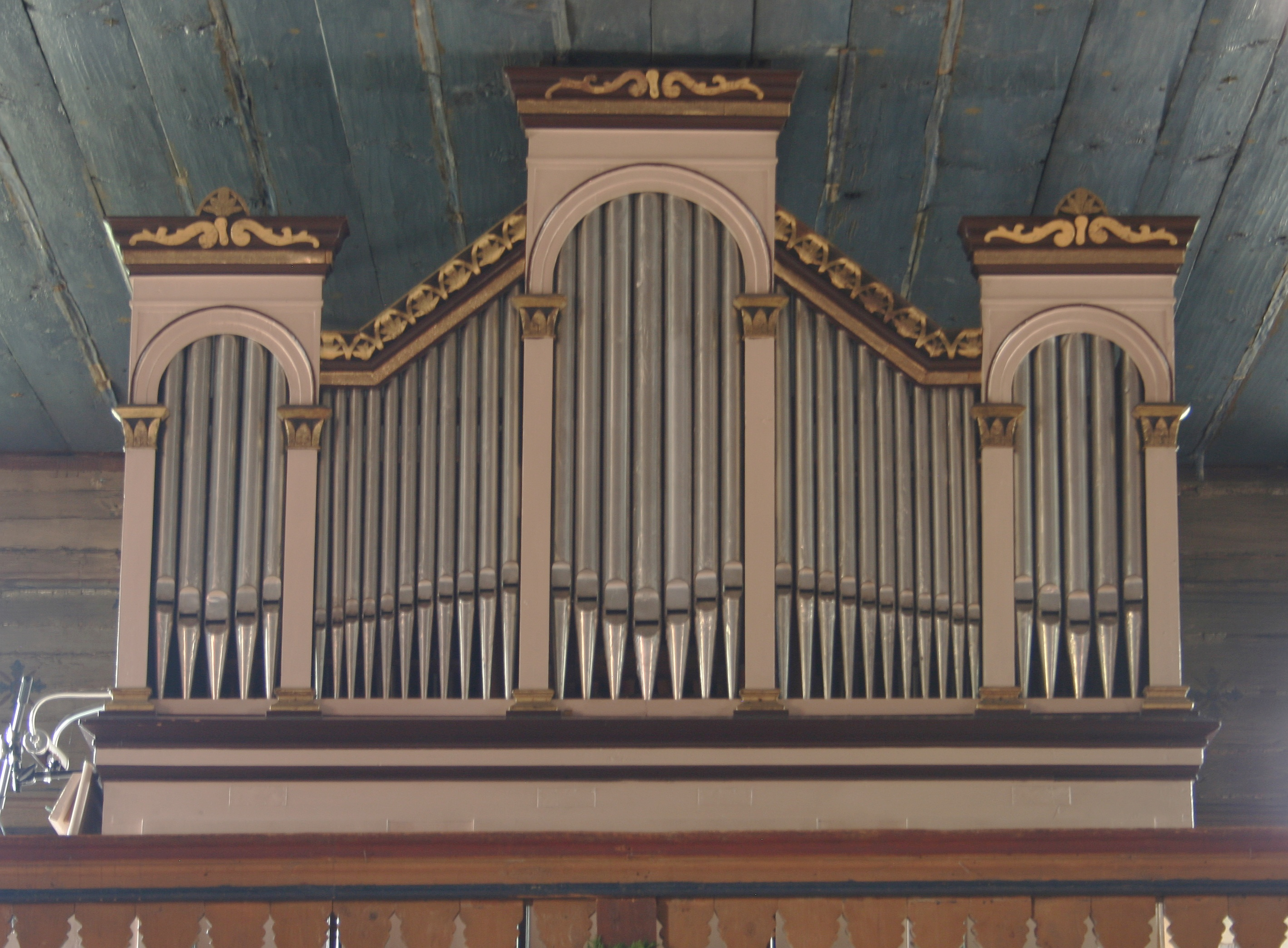
Organy

Instrument zbudowany prawdopodobnie w roku 1886 przez Pawła Czopka z Olesna. Bardziej prawdopodobne jest twierdzenie, że ów mistrz wyremontował wówczas starsze organy, nadając im dzisiejszy wygląd. W roku 1904 kolejną naprawą zajęła się firma "Rychtowsky z Leobschitz", a w roku 1950 firma "Ludwik" z Rybnika. Gruntowny remont tego starego instrumentu przeprowadzony został w roku 1991 przez magistrów sztuki Marka Urbańczyka i Mieczysława Klonowskiego.

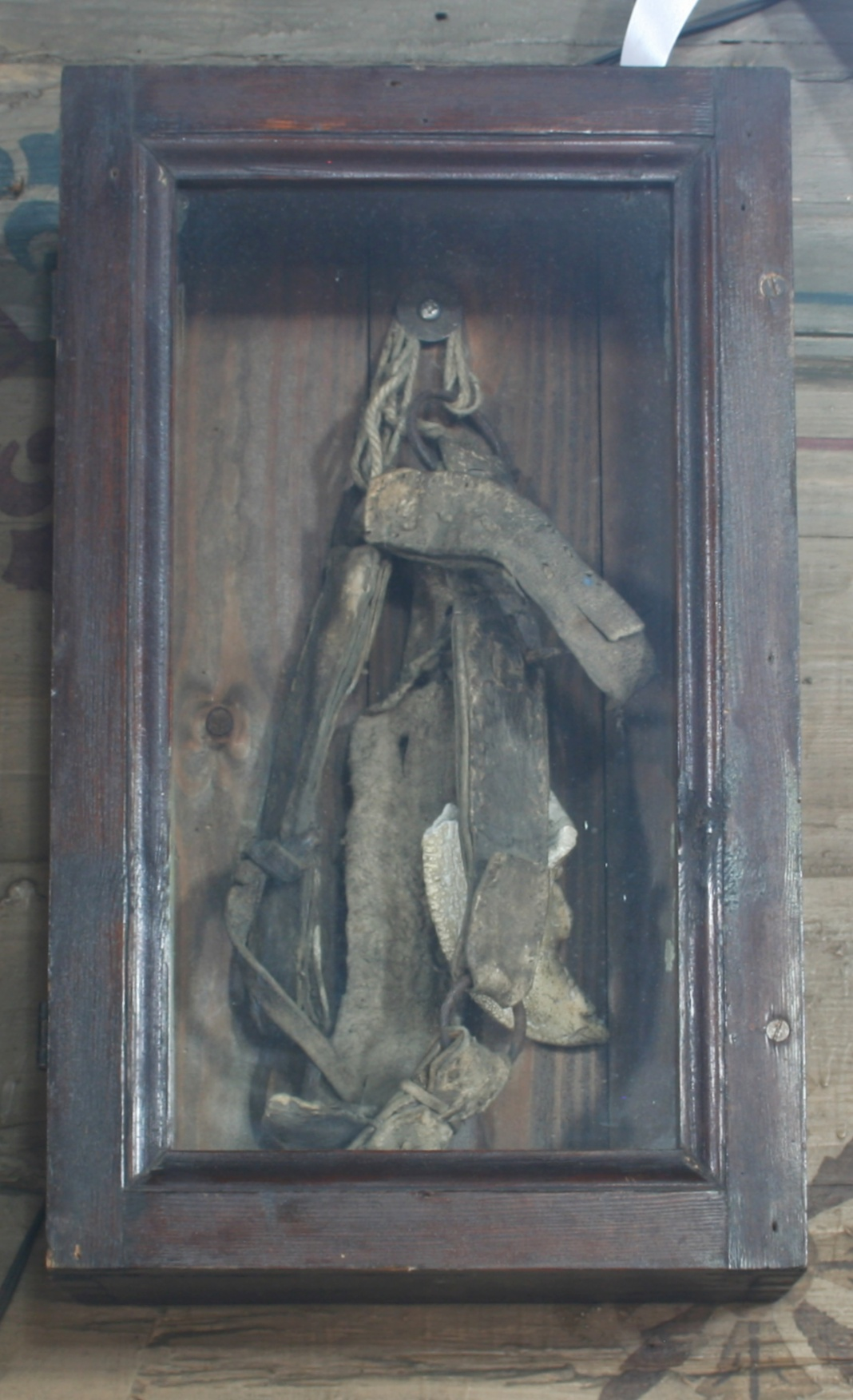
Gablota z "pazurem raka"

W grudniu 1991 roku nagrano w kościele koncert radiowy w wykonaniu Juliana Gembalskiego.

## Cmentarz
W części prezbiterialnej wcześniejszego kościółka pochowano przeszło 50 osób nazwanych w zapiskach kronikarskich dobrodziejami kościoła. Najstarszym zachowanym do dziś pomnikiem płyta nagrobna Katarzyny Skalowej. Tablica nagrobna Katarzyny Skalowej z 1602 roku odnaleziona została w latach 70. XX wieku, podczas remontu kościoła, gdzie była wykorzystywana jako blat ołtarza głównego. Losy tej ponad 400-letniej płyty nagrobnej nie są bliżej znane. Wiadomo, że zmarłych członków rodziny Wierbskich – właścicieli Sadowa, Wierzbia i Rusinowic – grzebano w podziemiach kaplicy św. Jadwigi w kościele św. Józefa w Sadowie. Wiadomo również, że kościół Świętej Trójcy należał do czasu utworzenia w Koszęcinie w 1869 roku samodzielnej wspólnoty, do bardzo starej sadowskiej parafii i prawdopodobnie pan von Wierbski był patronem tego zabytku. Wiadomo również, że w tym czasie kult kościoła Świętej Trójcy w Koszęcinie był bardzo znaczący.
We wszystkich czterech narożach płyty wykute są herby rodowe, w tym jeden z nich należy do rodziny Wierbskich – pochodzącej zapewne z Moraw, a drugi, który udało się odczytać, to herb rodu Kochcickich – wywodzącego się z całą pewnością z Moraw – właścicieli Koszęcina w XVII wieku. Podobne płyty pochodzące z analogicznego czasu wykonane prawdopodobnie przez tego samego mistrza znajdują się w kościele farnym w Tarnowskich Górach (żona wójta) i w kościele w Lubecku (Jan Kochcicki).
Pod wieżą został pochowany budowniczy tego kościoła Jakub Ridzinger. W 2000 roku potwierdził się zapis zamieszczony w sadowskiej księdze metrykalnej. Podczas wzmacniania wieży, w związku z ufundowaniem trzech nowych dzwonów, odkryto na głębokości około jednego metra ludzkie szczątki. Znany jest również grób ks. Karola Dehnischa – kapelana zamkowego (1817 – 1846), który usilnie zabiegał o utworzenie w Koszęcinie samodzielnej parafii. Grób ks. Karola Diettricha (1821 – 1882) – pierwszego kuratusa samodzielnej lokacji w kościele zamkowym pw. Wniebowzięcia Najświętszej Marii Panny znajduje się po lewej stronie cmentarza.
Grób – pomnik kryjący prochy 9 żołnierzy polskich z kampanii wrześniowej w 1939 roku znajduje się naprzeciw zachodniego wejścia do kościoła, od wieży. Przed głównym wejściem na prawo znajduje się grób Antoniego Dreszera, urodzonego w Koszęcinie w 1918 roku. Po lewej stronie cmentarza, naprzeciwko krzyża misyjnego, znajdują się dwa groby księży: pierwszego proboszcza parafii Trójcy Świętej księdza Antoniego Ryguły, który zmarł 27 kwietnia 2002 roku, po 35 latach posługi w Koszęcinie. Obok grobu księdza Ryguły znajduje się grób pochodzącego z Koszęcina księdza Leszka, Henryka Irka – salwatorianina. Zmarł w tym samym roku.
Cmentarz do czasu ustanowienia parafii Świętego Krzyża w 1950 roku w Strzebiniu był miejscem pochówku dla mieszkańców okolicznych wiosek i przysiółków. Do 1909 roku, kiedy oddano do użytku nowy cmentarz dla ewangelików, koszęcińskich protestantów grzebano w wydzielonym sektorze cmentarza przy kościele Świętej Trójcy, po prawej stronie od bramy cmentarnej. Jedynie tam można było spotkać nieliczne pomniki i płyty nagrobne. Pozostałe groby – do początków XX wieku były usypane z ziemi, a tylko na niektórych znajdowały się drewniane krzyże. Po II wojnie światowej wykuto najpierw niemiecką pisownię na starych pomnikach, a później usunięto je z cmentarza. Oszczędzono wówczas jedynie nagrobki księży Denischa i Dietricha, na których do dziś widnieją pisane gotykiem napisy.
Kostnica i kapliczka oraz ogrodzenie cmentarza – ułożone w szachownicę – z wyprodukowanych w książęcej cegielni cegieł, pochodzi z 1880 roku. Ta inwestycja została wykonana dzięki wyasygnowanym funduszom protestanckiej księżniczki Adelajdy zu Hohenlohe-Ingenfingen.